# Pusy-et-Épenoux
Pusy-et-Épenoux é uma comuna francesa na região administrativa de Borgonha-Franco-Condado, no departamento de Alto Sona. Estende-se por uma área de 10,07 km². Em 2010 a comuna tinha 563 habitantes (densidade: 55,9 hab./km²).